# PC/GEOS
PC/GEOS (Personal Computer/ Graphical Environment Object System) ist eine grafische Benutzeroberfläche für PC-kompatibles DOS und damit eine Version von GEOS für IBM-PC-kompatible Computer. Es ist auch unter den Bezeichnungen GeoWorks Ensemble, GeoWorks DTP, IBM SchoolView, NewDeal Office und Breadbox Ensemble bekannt und wurde 1990 von dem US-Unternehmen GeoWorks Corporation vorgestellt, zwischenzeitlich von dem US-Unternehmen NewDeal Inc. und seit 2000 von Breadbox Computer Company, LLC mit Firmensitz in Florida weiterentwickelt und vertrieben. Nachdem der Geschäftsführer von Breadbox 2015 verstorben war, bemühte sich der Leipziger GEOS-Entwickler Falk Rehwagen um die Rechte und erwarb schließlich PC/GEOS. 2018 gab er den Großteil der Quelltexte frei, die seitdem auf GitHub veröffentlicht werden.

## Einsatz
Die grafische Benutzeroberfläche PC/GEOS lässt sich auf Computersystemen einsetzen, auf welchen ein zu MS-DOS kompatibles Betriebssystem installiert ist. Das dafür erforderliches DOS-kompatible Betriebssystem ist jedoch nicht Bestandteil von PC/GEOS, sondern muss bereits vorhanden sein oder separat erworben werden.
PC/GEOS nutzt und erweitert dann Fähigkeiten von DOS. Im Einsatz als DOS-Erweiterung fungiert es als DOS-Programmstarter sowie Dateimanager. Beim Start eines DOS-Programms wird PC/GEOS selbst dabei bis auf eine kleine Ladefunktion heruntergefahren und nach Beenden des DOS-Programms wieder gestartet. 
Unter DR-DOS registriert sich PC/GEOS jedoch statt TASKMGR als grafisches Menüsystem für den präemptiven Protected Mode-Multitasker (KRNL386.EXE bzw. EMM386 /MULTI) von DR-DOS und erlaubt so den nahtlosen Betrieb mehrerer parallel ablaufender DOS- und GEOS-Anwendungen gleichzeitig.
PC/GEOS ersetzt die DOS-CLI durch dialogbasierte Bedienung unter Einsatz einer Maus und anderen Eingabegeräten. Es bietet verschiedene wählbare Bedienoberflächen. Im PC/GEOS-Lieferumfang und zusätzlich erhältlich sind systemeigene und stark integrierte Layout- und DTP-Anwendungen, Büro-, Schul- und Internetsoftware.

### Vorteile
Der Vorteil gegenüber anderen Betriebssystemen und Bedienoberflächen liegt im geringen Ressourcenverbrauch von PC/GEOS. Es funktioniert aufgrund seiner geringen Hardwareanforderungen nicht nur auf aktuellen Personal Computern, sondern auch auf fast allen seit 1986 gebauten IBM-kompatiblen Computern. PC/GEOS eignet sich daher auch zum Einsatz auf Computern, auf denen aktuelle Produkte wie Windows 10, Linux-Distributionen oder macOS auf Grund ihrer hohen Anforderungen an die Hardware nicht lauffähig sind.

### Nachteile
Der größte Nachteil von PC/GEOS ist, dass es bislang ausschließlich als 16-Bit-Version für den Real Mode vorliegt. Durch die geringe Verbreitung bietet sich für professionelle Softwarehersteller kein lukrativer Absatzmarkt. Neben Software des PC/GEOS-Herstellers existiert daher kaum weitere käuflich erwerbbare Software. Spezielle Tastaturen oder Eingabegeräte für körperbehinderte Menschen werden vom Hersteller bislang nicht unterstützt.

## System

### Benötigte Hardware
PC/GEOS stellt als 16-Bit-System geringe Anforderungen an die Hardware. Ab einem Intel-8086-Mikroprozessor mit mindestens 512 KB RAM, mindestens Hercules- oder CGA-Grafikkarte sowie zuvor installiertem DOS-Betriebssystem kann das PC/GEOS Grundsystem ausgeführt werden. Optional erhältliche Software setzt jedoch zumindest eine EGA- oder MCGA-Grafikkarte voraus.
Der Hersteller empfiehlt für einen angenehmen Betrieb von PC/GEOS 4.x als Minimum einen 386er oder besser, 640 KB RAM, eine 15 MB große Festplatte und eine EGA-Karte. Das System soll von bis zu 32 MB zusätzlichem RAM stark profitieren.
Über 250, zumeist aus den Jahren 1990 bis ca. 2000 stammende Drucker mit parallelem und seriellem Anschluss, darunter PostScript-Drucker, werden unterstützt. USB-Drucker werden mangels USB-Treiber von einem auf DOS installiertem PC/GEOS nicht unterstützt.
PC/GEOS kann auf optischen Medien CD und DVD gebrannt sowie auf diversen RAM-Karten oder USB-Stick installiert werden. Es ist auf CD- und USB-Treiber im zugrundeliegenden Betriebssystem angewiesen, oder eine Festplattenemulation im BIOS, welche das Booten von CD oder USB-Stick beherrscht.
Die verschiedenen PC/GEOS Versionen unterstützen folgende weitere Hardwarestandards:
- PCs ab dem IBM-XT-Standard bis zu heutigen Modellen. PC/GEOS profitiert von mathematischen Co-Prozessoren.
- Die minimal benötigte CPU-Taktfrequenz liegt bei PC/GEOS 1.x bei 6 MHz, für PC/GEOS 2.x und 3.x bei 16 Megahertz, ab PC/GEOS 4.x bei 33 Megahertz.
- Ab PC/GEOS 3.0 wird VESA 1.02 bis 2.0 SVGA und vereinzelt XGA bei Echtfarben unterstützt. Spätere, nicht standardisierte und auf eigene Treiber angewiesene Grafikkarten werden nur sehr vereinzelt bei gewisser Kompatibilität zum VESA-Standard unterstützt.
- Es besitzt Treiber für Geräte zu Dateneingabe wie Tastaturen oder Mäusen.
- Zur Datenfernübertragung beispielsweise in Verbindung mit BBS oder dem Internet unterstützt PC/GEOS 4 AT-Modems aller Geschwindigkeiten, inklusive externe ISDN-Modems, die den AT-Befehlssatz unterstützen. Der Internet-Zugang über DSL und ISDN ist zudem über entsprechende externe Router möglich.
- Ab der Version 1.2 besitzt das System die Fähigkeiten zum Einsatz in einem Netzwerk und unterstützt, auch zur Umleitung der Druckerausgabe, zuvor installierte Novell NetWare, Artisoft LAN-Tastic, IBM LAN Manager und ab PC/GEOS 3.x zusätzlich Bay Networks PowerLAN, Microsoft-Windows-Netzwerk sowie zu DOS kompatible IP-Netzwerktreiber. Von einigen PC/GEOS-Versionen wie die Version 4 gab es auf Anfrage komplette Netzwerk-Versionen.

### Benötigtes Betriebssystem
PC/GEOS funktioniert auf zu MS-DOS bzw. PC DOS kompatiblen Betriebssystemen, wozu auch FreeDOS gehört.
Vorteil einer Installation auf MS-DOS-basierende Windows-Versionen (Windows 3.x und Windows 9x) ist der Umstand, dass sich PC/GEOS vieler Windows-Gerätetreiber, wie zum Beispiel für RAM, USB, Netzwerk und Drucker bedienen kann, was die Möglichkeiten gegenüber der Installation auf einem DOS-Betriebssystem erweitert.
PC/GEOS funktioniert auf OS/2 ab der Version 2 sowie auf dem OS/2 Nachfolgern Warp/4 und eComStation im Direktbetrieb.
Durch das Designkonzept von Windows NT (und seinen Nachfolgern), DOS-Programmen den direkten Zugriff auf die Hardware zu verweigern, funktioniert PC/GEOS unter Windows-NT-basierenden Betriebssystemen mit den normalen Geos-Treibern nur im Vollbild-Modus im DOS-Fenster. Je nach verwendeter Hardware und Windows-Treibern ist zudem unter Geos z. T. kein „Truecolor“-Modus, sondern nur ein 16-Farben-Modus möglich. Daher gibt es ab Geos 3.x noch ein paar spezielle Grafiktreiber, die es Geos ermöglichen, unter Windows in einem Fenster zu laufen. Leider sind diese Treiber nicht sehr stabil und laufen z. T. nur, wenn Windows in einem Grafikmodus mit 16-bit Farbtiefe läuft. Auch Tonein- und -ausgabe ist nur mittels Emulatoren (VDMSound, DOSBox …) möglich. Geos-Programme, die zum Abspielen von Audio-CDs dienen, brauchen ebenfalls Emulatoren, da MSCDEXNT deutlich weniger kann als sein DOS-Pendant MSCDEX.
PC/GEOS kann auf Datenträgern installiert werden, die u. a. mit den FAT-Dateisystemen FAT12, FAT16 und FAT32 formatiert wurden.

### Emulatoren
Neben einer Direktinstallation auf DOS oder auf MS-DOS-basierende Windows-Versionen kann PC/GEOS auf nicht zu DOS kompatiblen Systemen wie Windows XP, Linux-Distributionen, macOS (vormals „Mac OS X“ bzw. „OS X“) ab einer Taktfrequenz der CPU von ungefähr 1 Gigahertz auch mit Hilfe eines zuvor installierten Emulators wie DOSEMU oder DOSBox in brauchbarer Geschwindigkeit ausgeführt werden.
Andreas Bollhalder hat eine QEMU-Installation mit FreeDOS und PC/GEOS 4 mit Breadbox Ensemble-Lite erstellt und bietet diese zum Download an. QEMU liegt hierfür mit angepasstem VGA-fähigem BIOS vor.
Mit Hilfe des kommerziellen Produkts Virtual PC für Mac OS X läuft PC/GEOS 4 am besten mit der ISUI-Oberfläche. Die Geschwindigkeit auf einem G4-Macintosh bewegt sich mit MS-DOS 7 auf 80486er-Niveau.

### Systemaufbau und Kernel
Das in der objektorientierten 8086-Assemblersprache Espire und einem ebenfalls objektorientierten Derivat der Programmiersprache C namens GOC entwickelte PC/GEOS bietet echtes präemptives Multitasking, Multithreading, dynamisch gelinkte Bibliotheken, Vektorschriften und seit 1990 ein erweitertes Dateisystem, welches lange Dateinamen sowie Dateikommentare unterstützt.
PC/GEOS benötigt mitsamt allen mitgelieferten Applikationen, darunter umfangreiche Bürosoftware, je nach Version, 5 bis 20 Megabyte Speicherplatz und gehört damit zur Gruppe der höchstmöglich optimiert programmierten Systeme.
Die Basis von PC/GEOS bildet ein je nach Version ca. 70 bis 100 Kilobyte kleiner 16 Bit-Kernel mit aufrufbaren Betriebssystemroutinen für präemptives Multitasking, dynamische Speicherverwaltung, Taskkommunikation, Objektunterstützung sowie Grafik- und Fensterverwaltung. Der Kernel bedient sich der von GEOS und DOS bereitgestellten Gerätetreiber.

### GUI-Technologie
Die komplett über Tastatur, sowie per Eingabestift oder Maus bedienbare Benutzeroberfläche bietet echtes WYSIWYG mit frei skalierbaren Vektorschriften und Vektorgrafik. Sie beruht auf einem geräteunabhängigen Koordinatensystem mit 72 Punkten pro Zoll und adaptiert Elemente der Unix-Oberflächen OpenLook und OSF/Motif.
Mit ISUI (Industry Standard User Interface), Motif, OpenLook und anderen sind bereits mehrere, frei erstellbare und weitgehend aus denselben Elementen zusammengestellte PC/GEOS Benutzeroberflächen entstanden. Seit dem Jahr 1999 ist ab der Version 3.0 neben Motif auch eine an Windows 9x angelehnte Desktop-Umgebung, die NewUI, aktuell auch ISUI genannt, verfügbar. GeoManager, der Hauptbestandteil von Motif, ist auch aus der NewUI startbar und dient dort als Dateimanager.
Da das Objektsystem in GEOS in der Lage ist, seinen Momentanzustand zu speichern, finden sich nach der Rückkehr von einem DOS-Programm alle Anwendungen im selben Zustand wie zuvor.

### Treiber
PC/GEOS greift als DOS-Erweiterung auf dessen Treiber zurück. Damit ist es auf die Geräteunterstützung des Wirtssystems angewiesen. Es kann dabei auch Erweiterungsspeicher wie EMS oder XMS nutzen. Einige wenige Treiber ermöglichen präemptives Multitasking unter DOS.

### Anwendungssoftware
Für PC/GEOS existieren ineinander greifende Büroanwendungen für Textverarbeitung, Datenbankverwaltung, Vektor- und Raster-Grafikprogrammen oder Tabellenkalkulation. PDF-Dateien können nur eingeschränkt betrachtet werden, da die Größe an Hauptspeicher sehr knapp bemessen ist. Der Hersteller Breadbox Computer Company vertrieb zum Stand 2005 58 optionale PC/GEOS-Applikationen, vorwiegend für den Büro- und Bildungsbereich. Daneben existieren 10 weitere kommerzielle und etwa 100 Sharewareprogramme. Aufgrund der Abhängigkeit zu DOS können unter PC/GEOS auch noch viele alte Spiele verwendet werden.

### Internetsoftware
Neben der Anwendersoftware gibt es auch Software für die Internetbenutzung, darunter einen HTML 3.2 fähigen-Webbrowser, einen POP3-E-Mail-Client und Newsreader sowie IRC-, FTP-, Instant-Messenger- und HTML-Editor-Software.
Die aktuelle Version 3.0 des Browsers WebMagick (früher Skipper) unterstützt weder JavaScript noch Stylesheets und ist nicht für Multimediainhalte wie Audio oder Video konzipiert.
Aufgrund der heute weit verbreiteten Javascript-, HTML5 und HTTPS-Nutzung ist PC/GEOS de facto vom Internet ausgeschlossen.

### Sicherheit vor Computerviren
Bei Benutzung von PC/GEOS sind Schutzmaßnahmen hauptsächlich gegen alte und nur noch selten im Umlauf befindliche DOS-Viren angebracht. PC/GEOS selbst kennt bislang keine Viren oder Schadprogramme.

### Softwareentwicklung auf PC/GEOS
Für Programmierer bietet PC/GEOS zwei SDK-Versionen für die Borland C++ 3.1 IDE (DOS, für GEOS 2.0, bedingt auch für höhere Versionen geeignet) oder den Borland-C/C++ 4.5-Compiler (letzter 16-Bit-Compiler von Borland). Die frühere und GeoWorks-interne Sun-Workstation SDK-Version ist nicht mehr verfügbar. Ein eigener Precompiler und Linker setzen das proprietäre GOC-Objektmodell auf C++ um. Beide Versionen des SDK enthalten einen Makroassembler für die objektorientierte Assemblersprache Espire, deren Verwendung für die Treiberprogrammierung obligatorisch ist. Espire implementiert ein Objektmodell und Messaging-System. Der Kernel selbst wurde vollständig in Espire entwickelt. Mit Geo-Basic liegt ein bequemer UI-Designer für GOC-Programmierer vor. Daneben existieren noch weitere Programmiersprachen.

## Marktsituation
PC/GEOS war von 1990 bis 2000 ein Konkurrenzprodukt zu ähnlichen grafischen Benutzeroberflächen für DOS. Windows 3.x und Windows 9x, Digital Researchs GEM für den PC oder Quarterdecks DESQview/X waren bekannte Konkurrenten. PC/GEOS war zwei Jahre lang nach Markteinführung 1990 Marktführer in diesem Bereich. AOL wählte es als Plattform der ersten beiden Softwareversionen zur telefonischen Einwahl in das kommerzielle AOL-Angebot. Laut Aussage des früheren Herstellers „NewDeal“ aus dem Jahr 2000 konnte es in Version des NewDeal Office auch in Südafrika, Brasilien und Indien nennenswerte Marktanteile erringen.
Seit 2002 ist PC/GEOS in seiner neuesten Version 4, zusammen mit den Bürosoftwareversionen Breadbox Ensemble, in Mehrplatzlizenzen beispielsweise für Schulen und NewDeal Office 2000 für Einzelpersonen einzig beim derzeitigen Hersteller und Inhaber der Rechte, der „Breadbox Computer Company“, sowie beim weltweit einzigen Distributor Clicks-Ltd. erhältlich. Breadbox, welche hauptsächlich als Auftragsfirma für Nokia-Smartphones im SymbianOS-Segment entwickelt, plant mit PC/GEOS vorerst Lernsoftware-Marktanteile bei Bildungseinrichtungen und OEM-Lerncomputerherstellern zurückzugewinnen. Da Breadbox keine Aktiengesellschaft ist, sind Mitteilungen zum Entwicklungsstand und geplanten Zielen selten und spärlich.

### Ähnliche Konkurrenzprodukte
Aktuelle, jedoch nicht kommerzielle DOS-kompatible Konkurrenzprodukte zu PC/GEOS mit ähnlicher Zielsetzung und technischen Anforderungen sind OpenGEM sowie die Entwicklungen um Matrix-OS, Qube-3P und SEAL-OS. Als kommerzielles Konkurrenzprodukt mit technologisch und marktpolitisch ähnlicher Philosophie und Einsatzgebieten kann RISC OS bezeichnet werden. Dieses wird auf Risc PCs und anderen RISC-Systemen mit einer StrongARM-CPU eingesetzt. Mit anderen, der gleichen Philosophie entstammenden GEOS-Systemen wie GEOS-SC und GEOS für z. B. den C64 sowie Apple II besitzt PC/GEOS keine Datenkompatibilität und nur geringe optische Ähnlichkeiten.

## Entwicklungsgeschichte

### PC/GEOS 1 mit GeoWorks-Ensemble
1990 wurde GEOS, welches bereits für die Homecomputermodelle Commodore-C64, -C128 sowie Apple II angeboten wurde, in reinem 6502-Assembler geschrieben, auf x86-kompatible Personalcomputer mit installiertem DOS-Betriebssystem adaptiert und erstmals auf der IT-Technologiemesse „Comdex Fall“ im Herbst 1990 in Las Vegas mit der Bezeichnung PC/GEOS 1.0 veröffentlicht.
Es wurde vom ursprünglichen Erfinder, der Aktiengesellschaft GeoWorks-Corporation, welche sich vor 1990 Berkeley Softworks nannte und davor unter dem Namen The Softworks firmierte, mit Bürosoftware gebündelt und in der Folgezeit unter der Bezeichnung GeoWorks-Ensemble in den Versionen 1.x bis 2.01 angeboten.
OS/90 und nachfolgend GeoDOS waren die ursprünglichen Bezeichnungen für das spätere PC/GEOS. Journalisten, welchen zum Testen OS/90- und später GeoDOS-Betaversionen zugingen, berichteten begeistert von mehreren mitgelieferten GUIs, welche jedoch aus Lizenzgründen der späteren Veröffentlichung fehlten. Entwickelt wurde OS/90 (GeoDOS) und das spätere PC/GEOS 1.x auf Sun-SparcStation Workstation Computern in Assembler.
In den ersten Jahren konnte nur auf der 4.500 US$ teuren Sun-SparcStation Computerplattform entwickelt werden. Erst ca. 1994 konnte eine erste DOS-Version des Software-Entwicklungssystems (SDK) für weit verbreitete x86-Computer käuflich erworben werden.
Die Version 1.2 besaß eine Rechtschreibprüfung der jeweiligen Landessprache in GeoWrite sowie Treiber für PostScript-Drucker. Außerdem bot Version 1.2 die Verwaltung der Druckerwarteschlange, Musterdokumente, neue Symbole für DOS-Programme, zusätzliche Belegungen der Tastatur mit Kurzbefehlen, Hilfestellung für die Installation und zusätzliche Anwendungen wie einen NIMBUS-Schriften Konverter. Die Ausstattungsvariante GeoWorks 1.2-Pro wurde zusätzlich mit einer in den Funktionen reduzierten Version der Borland Quattro-Pro-Tabellenkalkulation für DOS angeboten. Dazu kam ein Betrachter für Quattro Pro-Dateien.

### PC/GEOS 2 mit GeoWorks-Ensemble
1993 wurde PC/GEOS 1.x in objektorientiertem Assembler für den Kern (Kernel) und fast aller Applikationen, sowie teilweise in C größtenteils neu programmiert und zusammen mit dem überarbeiteten, integrierten Bürosoftwarepaket GeoWorks-Ensemble als PC/GEOS 2.0 veröffentlicht. Der OEM-PC-Hersteller Vobis brachte Computer mit installiertem PC/GEOS 2.0 OEM auf den Markt. Das Unternehmen Heureka sowie nachfolgend die Digit-Ostermann GmbH vermarkteten das System für einige Jahre exklusiv im deutschsprachigen Raum.
1994 wurde mit GeoWorks-Ensemble 2.01 eine weitere Version des Systems veröffentlicht, mit der erstmals zwei PC/GEOS benutzende Computer zum Datenaustausch verbunden werden konnten. Auch enthielt es die AOL-Software 2.0. Aufgrund der Vormachtstellung von Microsoft entwickelte „GeoWorks“ in den Jahren 1992 bis 1995 auf Basis von PC/GEOS ein neues System unter der Bezeichnung PEN/GEOS zum Einsatz vorwiegend auf Smartphones und PDAs.

### PC/GEOS 2 mit NewDeal Office
GeoWorks veräußerte 1994 die Lizenzrechte für PC/GEOS an das Unternehmen NewDeal, einem zu diesem Zweck neu gegründeten Unternehmen des früheren AOL-, Quantum-Link- und Commodore-Manager Clive G. Smith. NewDeal wurde verpflichtet, PC/GEOS sowie GeoWorks-Ensemble neu zu benennen. NewDeal Office 2.5 kam 1996 auf den Markt. Um Vermarktungsprobleme zu überwinden, stellte NewDeal mit NewDeal-Publish 2.5e eine eingeschränkte, englische Shareware-Version zur Verfügung. Seit dem Jahr 2003 liegt von diesem ersten NewDeal-Sharewareprodukt eine inoffizielle ins Deutsche übersetzte Version vor.
NewDeal Office 97 war die erste PC/GEOS-Version, welche bei mehr als 32 Megabyte RAM nicht abstürzte, sondern diesen nutzen konnte. Außerdem hatte sie einen SVGA-Treiber für eine maximale Auflösung von 800 × 600 Bildpunkten und 256 Farben, der allerdings instabil war.
NewDeal Office 98 enthielt acht weitere Applikationen in Lizenz der Breadbox Computer Company, darunter erstmals einen Webbrowser, VESA-kompatible SVGA-Grafikkarten-Treiber für True Color und konnte Dateien auch in den Formaten RTF sowie HTML importieren und exportieren.
NewDeal fokussierte ihre Marketingaktivitäten auf Familien, Schulen, gemeinnützige und nichtstaatliche Organisationen, Bildung, Gebrauchtcomputer, Entwicklungshilfe, kleine Unternehmen mit weniger als 25 Mitarbeitern und OEM-Lizenznehmer. PC/GEOS wurde in Form von „NewDeal Office 98“ von der US-Regierung für Entwicklungshilfe- und Schulprojekte im eigenen Land und der Vereinten Nationen unterstützt und eingesetzt. Einige kanadische Bundesstaaten lizenzierten „NewDeal Office“ über den Vermarkter Universal Software International (U.S.I.) als Schulsoftware und nahmen das Lernen mit PC/GEOS mehrere Jahre in staatliche Lehrpläne auf.

### PC/GEOS 3 mit NewDeal Office
1999 erhielt das System unter der Bezeichnung NewDeal Office 98 Release 3 (3.1b) optional zu Motif, mit NewUI eine an Windows 95 angelehnte Desktop-Umgebung inklusive Taskleiste und einem, der Windows-Technik sehr ähnlichem, Menü, zum Starten von Applikationen und Auswahl von Dateien. Version 3 (3.1b) war das erste PC/GEOS, welches auf Windows NT 4 ausführbar war und einen eigenen Treiber für Sound-Blaster-kompatible Soundkarten besaß. Im Jahr 2000 folgten die verbesserten Versionen 3.2 und 3.2a, welche sich dadurch auszeichneten, dass sich die für Release 3 (3.1b) nur optional erhältliche Internetsoftware nun im Lieferumfang befand und bei Version 3.2a in einer verbesserten, wenn auch noch nicht ganz stabilen Version vorlag.

### PC/GEOS 4 mit NewDeal Office 2000
Anfang 2000 brachte NewDeal mit Hilfe weiterer Firmen PC/GEOS 4 unter der Bezeichnung NewDeal Office 2000 auf den Markt. Für PC/GEOS 4 wurde der Kernel stark modernisiert und der Funktionsumfang mehrerer Hauptapplikationen des Büropaketes erneut erweitert.
Mit großen Plänen wurde im Jahr 2000 der Einsteiger-, Internet- und Büro-Weltcomputer GlobalPC zusammen mit vorinstalliertem NewDeal Office 2000 per OEM-Lizenz in China gefertigt. Der GlobalPC war ein Produkt der von Robert E. Turner, Sohn des Ted Turner, gegründeten Aktiengesellschaft MyTurn.com Inc. Der GlobalPC sollte mit hohem Umsatz den „digitalen Graben“ zwischen Arm und Reich in den USA und Entwicklungsländern überbrücken und hauptsächlich aufbereitete CNN-Inhalte transportieren. Hierzu wurde PC/GEOS standardmäßig im Easy-Desktop gestartet, einer Benutzeroberfläche, die PC/GEOS so simpel wie einen „Geldautomaten“ bedienbar machen sollte.
Mit der .COM-Krise und dem Börsenkrach entzogen finanzkräftige Investoren im Jahr 2001 MyTurn.com dringend benötigte Gelder. Die darauffolgende Pleite des Unternehmens riss auch die an MyTurn.com finanziell beteiligten NewDeal in die Pleite. NewDeal und deren Tochterunternehmen GreenPC, welche gebrauchte Computer mit New Deal Office 3.2 an US-Schulen vermarktete, entließen daraufhin alle 125 Angestellten und verkauften die Rechte an PC/GEOS zu einem Zehntel des an GeoWorks bezahlten Preises an das Unternehmen Breadbox Computer Company.
Das letzte von NewDeal im Jahr 2001 veröffentlichte Produkt war das nicht an den GlobalPC gebundene, einzeln erhältliche NewDeal Office 2000, welches auch im Jahr 2005 noch als umfangreichste PC/GEOS-Version galt.

### PC/GEOS 4 mit Breadbox Ensemble
Das inzwischen hauptsächlich an Symbian-OS-Software im Auftrag von Nokia arbeitende Unternehmen Breadbox Computer Company aus Florida erwarb nach der Pleite des früheren PC/GEOS Lizenznehmers NewDeal 2003 das Entwicklungs- und Vermarktungsrecht an PC/GEOS für alle Hardwareplattformen.
Ab 2002 war von diesem Unternehmen PC/GEOS 4.0.2.0 und die Breadbox Ensemble genannte Bürosoftware in englischer Sprache erhältlich. 2005 folgte die Version 4.1.0.0. Beide Versionen wurden direkt von Breadbox nicht an Einzelpersonen abgegeben. Sie konnte ausschließlich in mehrfacher Stückzahl von Bildungseinrichtungen und ähnlichen Organisationen erworben werden. Die Version 4.1.0.0 war jedoch ab 2005 über den Vertriebspartner sun2000 als E-Mail-Anhang auch für Einzelkunden erhältlich. Zur zusätzlichen Produktbewerbung standen bis Ende 2005 drei verschiedene kostenlose, zur Demonstration eingeschränkte Versionen zum Download von der Herstellerseite zur Verfügung.
Im Jahr 2001 bildete Breadbox mehrere Gruppen von Übersetzern und versandte hierzu 4.0.1.x Betaversionen. Die freiwilligen Übersetzer legten bereits 2002 eine komplett ins Deutsche übersetzte Breadbox Ensemble Version beim Hersteller vor. Der Direktvertrieb von Breadbox Ensemble an Einzelpersonen in Versionen für die Sprachen Deutsch, Französisch, Spanisch oder Portugiesisch ließ bis zum 4. Januar 2006 auf sich warten.
Aus Lizenzgründen fehlt dem Breadbox Ensemble der von NewDeal entwickelte Easy-Desktop. Einige andere Applikationen wurden durch weniger ausgereifte Eigenentwicklungen ersetzt. Die Internet-Software wurde insgesamt stark verbessert, so dass sie seit dieser Version als stabil bezeichnet werden kann. Ein Pentium 2, 400 Megahertz-System kann bereits als hoch leistungsfähiges Gerät zum Betrieb von PC/GEOS 4.x angesehen werden.

### FreeGEOS
Seit 2018 liegt der Quellcode von PC/GEOS als FreeGEOS vor und kann frei kompiliert und editiert werden.

## Begriffsverwechslung mit pcGEOS
pcGEOS ist eine erstmals 1995 von Jochen Metzinger (Deutschland/Universität Hamburg) vorgestellte x86-DOS-kompatible Software zur Konvertierung von C64/128-GEOS (geoWrite- und geoDraw-) Dateien in x86-kompatible Datenformate.